# Bodilus zunbajanicus
Bodilus zunbajanicus är en skalbaggsart som beskrevs av Zdzisława Stebnicka 1975. Bodilus zunbajanicus ingår i släktet Bodilus och familjen Aphodiidae. Inga underarter finns listade.